# Institut catholique d'arts et métiers
El Institut catholique d'arts et métiers (también conocido como ICAM, «Instituto Católico de Artes y Oficios») es una escuela de ingenieros de Francia. 
Tiene sedes en Lille, Sénart, Nantes, Vannes, La Roche-sur-Yon y Toulouse (campus Universidad Federal de Toulouse Midi-Pyrénées). ICAM es miembro de Toulouse Tech  y de la conferencia de grandes écoles. Forma ingenieros generalistas de muy alto nivel, destinados principalmente al empleo en empresas.

## Diplomas ICAM
- Máster de ingeniero ICAM
- Máster de ciencia y Doctorado
- Mastères Spécialisés

## Tesis doctoral ICAM
Doctorados de investigación en Universidad Federal de Toulouse Midi-Pyrénées:
- Almacenamiento y gestión de energía
- Coproductos industriales y reciclaje de residuos
- Materiales y tratamientos innovadores
- Estructuras y acoplamientos
- Cambios industriales, ambientales y sociales
- Fábrica 4.0